# Horciasoides
Horciasoides is een geslacht van wantsen uit de familie van de Miridae (Blindwantsen). Het geslacht werd voor het eerst wetenschappelijk beschreven door José Cândido de Melo Carvalho in 1976.

## Soorten
Het genus bevat de volgende soorten:

- Horciasoides binigrus Carvalho, Costa & Chérot, 2001
- Horciasoides ecuatorianus Carvalho & Costa, 1993
- Horciasoides gallicus Carvalho, Costa & Chérot 2001
- Horciasoides minensis (Carvalho, 1976)
- Horciasoides nigridorsum Carvalho, Costa & Chérot 2001
- Horciasoides nobilellus (Berg, 1883)
- Horciasoides notatus (Distant, 1884)
- Horciasoides ouropretanus Carvalho, 1989
- Horciasoides plagosus (Distant, 1884)
- Horciasoides punctatus (Carvalho, 1976)